# Ориджо
Орѝджо (на италиански: Origgio; на ломбардски: Urig, Уридж) е градче и община в Северна Италия, провинция Варезе, регион Ломбардия. Разположено е на 194 m надморска височина. Населението на общината е 7827 души (към 2017 г.).